# Haveriplats: Bermudatriangeln
Haveriplats: Bermudatriangeln (originaltitel: Airport '77) är en amerikansk katastroffilm från 1977 i regi av Jerry Jameson. I huvudrollerna ses Jack Lemmon, Lee Grant och James Stewart.

## Handling
En privatägd Boeing 747, ägd av den rika filantropen Philip Stevens (James Stewart) håller på att transportera inbjudna gäster. Med på planet finns även mycket värdefull konst, vilket får andrepiloten och en grupp män att försöka kapa planet och landa det på Bahamas för att kunna ge sig iväg med den värdefulla lasten. Men något går snett och planet havererar i havet och nu måste en stor räddningsinsats inledas.

## Om filmen
Detta är den andra uppföljaren till Airport - flygplatsen (1970), den första var Katastroflarm (1974).

## Rollista i urval
- Jack Lemmon som Kapten Don Gallagher
- Brenda Vaccaro som Eve Clayton
- James Stewart som miljonären Philip Stevens
- Christopher Lee som Martin Wallace
- Robert Foxworth som F/O Chambers
- George Kennedy som Joe Patroni
- Lee Grant som Karen Wallace
- Joseph Cotten som Nicholas St. Downs, III
- Olivia de Havilland som Emily Livingston
- Gil Gerard som Frank Powers
- Tom Sullivan som Steve, blind musiker
- Pamela Bellwood som Lisa Stevens
- M. Emmet Walsh som Dr. Williams
- Kathleen Quinlan som Julie
- Monte Markham som Banker
- James Booth som Ralph Crawford
- Darren McGavin som Stan Buchek
- Monica Lewis som Anne
- Maidie Norman som Dorothy
- Arlene Golonka som Mrs. Stern
- Anthony Battagila som Benjy
- Michael Pataki som Wilson